# إد جاكسون
إد جاكسون (بالإنجليزية: Ed Jackson)‏ هو شخصية أعمال وسياسي أمريكي، ولد في 21 يوليو 1948 في جاكسون في الولايات المتحدة. حزبياً، نشط في الحزب الجمهوري. وقد انتخب عضو مجلس ولاية تينيسي.